# Lotta Faust
Charlotte "Lotta" Faust (8 de febrero de 1880 – 25 de enero de 1910) fue una actriz, bailarina, y cantante estadounidense.

## Primeros años
Charlotte Faust nació el 8 de febrero de 1880, en Brooklyn, Nueva York,
hija de Mary Hauff Faust y Frank Faust.

## Actriz
La primera aparición de Faust en el teatro se produjo en The Sunshine of Paradise Alley (1896), producida por Denman Thompson. En 1900 apareció en The Belle of Bohemia, mientras que en septiembre de 1901 interpretó el papel de Geraldine Fair en The Liberty Belles en el Madison Square Theatre. Se hizo popular en The Wizard of Oz (1904-1905), en la que cantaba la canción de Sammy. Después se unió a la compañía de Joe Weber y actuó en Wonderland (1905). Más tarde formó parte del reparto de The White Hen (1907), protagonizada por Louis Mann en el Casino Theatre. En 1907 formó parte del troupe de Lew Fields en The Girl Behind The Counter (1907-1908), The Mimic World en 1908 y The Midnight Sons en 1909. 

## Vodevil
La carrera de Faust en el vodevil comenzó en el Casino Theatre con la presentación de un singular número de cake walk. Se asoció con Frank Bernard para este acto en abril de 1900. En agosto de 1908, apareció en el mismo lugar realizando un baile interpretativo de Salomé, que recibió una amplia atención positiva y negativa. Afirmó experimentar tanto el horror como la fascinación durante sus actuaciones.
Faust fue una de las intérpretes más notables, junto con Ada Overton Walker, Eva Tanguay, Vera Olcott, La Sylphe, Gertrude H. Hoffman, Ruth St. Denis, Mademoiselle Dazie, Julian Eltinge y Fanny Brice, de un baile de Salomé durante la moda de la "salomania" en Estados Unidos.

## Vida personal
Faust estuvo casada dos veces. Su primer esposo fue Paul Schindler, director musical, del que se divorció en 1902. En el censo de 1900, la pareja aparece viviendo con la familia Green como huéspedes. Su segundo esposo fue el cantante y cómico Richard Ling, con quien se casó poco después de divorciarse de su primer esposo.

## Muerte
Faust murió en enero de 1910 en un sanatorio de la calle 33 East 33rd de la ciudad de Nueva York. La causa de la muerte fue una neumonía derivada de una operación a la que se había sometido varias semanas antes. Justo antes de caer enferma, interpretó un papel principal en The Midnight Sons. Poco antes de su muerte demandó el divorcio a Ling. En el momento de su muerte, Faust estaba prometida a Malcolm A. Strauss, ilustrador. 